# Коронавірусна хвороба 2019 на Американських Віргінських Островах
Епідемія коронавірусної хвороби 2019 на Американських Віргінських Островах — це поширення пандемії коронавірусної хвороби 2019 на територію Американських Віргінських Островів. Перший випадок хвороби на цій острівній території США зареєстровано 13 березня 2020 року на острові Санта-Крус. Тестування на COVID-19 на островах розпочалося 3 березня 2020 року, коли перші 3 зразки біоматеріалу були відправлені до Центрів з контролю та профілактики захворювань у США. 13 березня підтверджений перший випадок хвороби на Американських Віргінських Островах, а перший випадок місцевої передачі вірусу був підтверджений 22 березня.

## Хронологія
13 березня 2020 року круїзному кораблю «Grandeur of the Seas» було відмовлено у захід у порт на островах, дозволивши доставити хворого з корабля до лікарні.
23 березня губернатор островів Альберт Брайан наказав з 25 березня закрити заклади, діяльність яких не є життєво необхідною, а жителям островів наказано залишатися вдома.
Усі заняття та екзамени в Університеті Віргінських островів з 23 березня повинні були проводитись в Інтернеті.
25 березня був заборонений в'їзд на острови з-за меж їх території строком на 30 днів.

## Перехід до ендемічної стадії
31 травня 2022 року губернатор Альберт Браян оголосив, що портал перевірки поїздок буде закрито, заявивши, що «інструмент ефективно виконав свою мету щодо захисту жителів Віргінських островів», зазначивши, що федеральний уряд все ще вимагає негативний тест протягом 24 годин від іноземних портів. Він заявив, що «ми переходимо від пандемії COVID-19 до ендемії, і тепер у нас є інструменти та інформація, необхідні для захисту від серйозної хвороби».